# Briefzensur

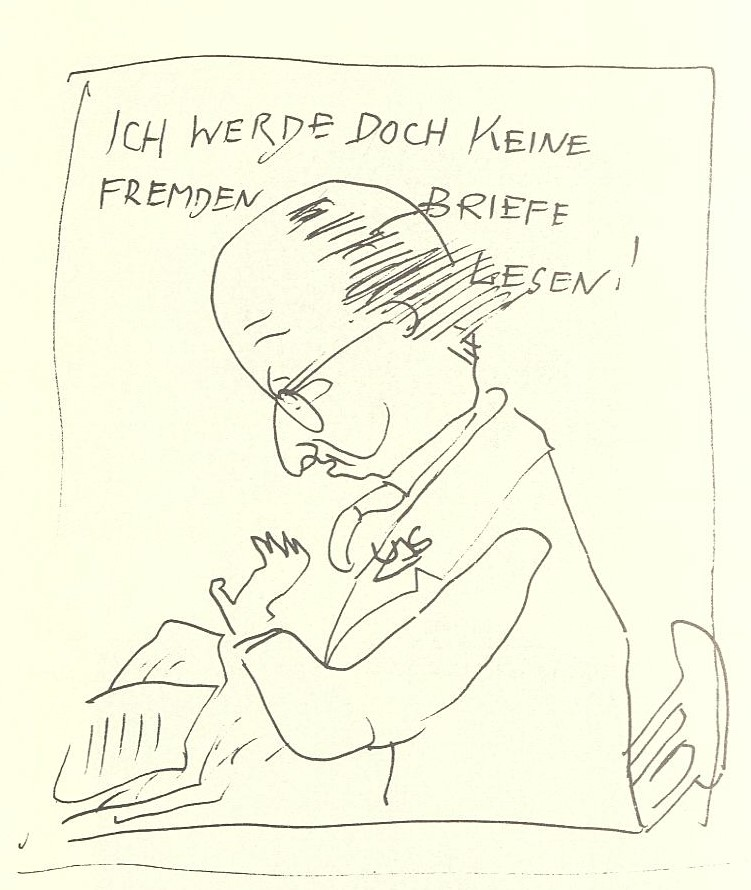
Karl Jakob Hirsch als Angestellter der US-amerikanischen Briefzensur (um 1942)

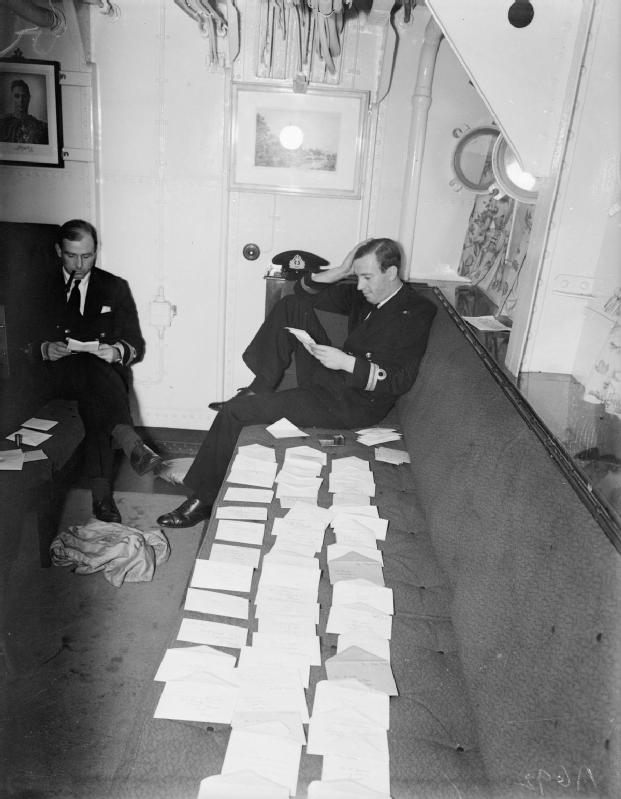
Für die Briefzensur lesen zwei Offiziere hunderte von Briefen im Wardroom an Bord des britischen Zerstörers HMS Kelvin

Als Briefzensur (Postzensur oder Postüberwachung) wird die Kontrolle des Inhalts von Briefen durch staatliche Stellen sowie die Schwärzung von Inhalten oder den Einzug des Briefes bei missliebigen Inhalten bezeichnet. Postsendungen, die im Rahmen der Zensur geöffnet wurden, verschlossen die kontrollierenden Behörden häufig mit einem Zensursteifen und versahen die Sendung mit einem Zensurstempel. In der Philatelie werden derart gekennzeichnete Briefe und Postkarten als Zensurpost bezeichnet.

## Postüberwachung in den Besatzungsgebieten in Deutschland
Nach Beendigung der beiden Weltkriege haben die alliierten Besatzungsarmeen durch Überwachungsstellen eine Briefzensur vorgenommen.

### Nach dem Ersten Weltkrieg ab 1919
Nach dem Ersten Weltkrieg fand eine Briefzensur im Rheinland und im Ruhrgebiet statt. Das von den Alliierten besetzte Rheinland und Luxemburg wird – betreffs Postzensur – in Zonen aufgeteilt, die mit den Besatzungszonen identisch sind, um eine einwandfrei funktionierende Verwaltung zu ermöglichen. Mit der Wiederaufnahme des Postbetriebs wurde der gesamte Schriftverkehr unter Zensur gestellt.

Belgische Zensurstempel

#### Belgische Zensur
In der ersten Phase war der jeweilige Kommandant des Verwaltungsbezirks für die Postzensur zuständig. Die Zensur war in dem Postamt des Ortes durchzuführen, an dem sich die Kommandantur befand. Jedes Schreiben musste außen Name und Adresse des Absenders tragen. Briefe, die diese Angaben nicht trugen, wurden vernichtet. Es war untersagt, einen Decknamen als Absender zu gebrauchen. Es wurde empfohlen, soweit möglich von Postkarten Gebrauch zu machen.
In der zweiten Phase waren selbständigen Feldpostabteilungen mit festen Postkontroll-Kommissariaten zwischen den Zonen gebildet und es wurden Transitpunkte innerhalb der Rheinlande für den Briefverkehr zwischen den Besatzungszonen, dem unbesetzten Deutschland und dem Ausland festgelegt.
Die belgische Zensurstelle in Aachen war am 12. Februar 1919 in der Hauptpost untergebracht. Am 22. April 1919 wurde in Aachen, in der Kaiserallee, eine Behörde für die Überwachung des postdienstlichen Briefverkehrs mit dem unbesetzten Deutschland eingerichtet. Hier musste täglich die gesamte Dienstpost vorgelegt werden. Nach einer stichprobenhaften Überprüfung erhielt sie von Mitte 1919 bis Anfang 1920 einen Kontrollstempel. Weitere Kontrollstellen waren in Erkelenz, Eupen, Friemersheim, Geldern, Kempen, Kleve, Krefeld, Mönchen-Gladbach, Mörs, Neuß, Orsoy und Rheydt.

Britische Zensurstempel

#### Britische Zensur
Mit der Aufhebung der anfänglichen Postsperre trat auch in der britischen Zone die Postzensur in Kraft, die in dieser Anfangsphase von den örtlichen Militärkommandanturen ausgeübt wurde.
Neben den vielen Vorschriften ist die folgende wichtig, betreffen sie doch die irrtümlich so genannten Bürgermeister-Zensur: „Briefe, die wichtige Geschäfte oder dringende private Angelegenheiten betreffen. Falls solche Mitteilungen in das von den Alliierten nicht besetzte deutsche Gebiet gerichtet werden, müssen sie über den Bürgermeister oder einen anderen örtlichen Beamten geleitet werden, der zu diesem Zweck ernannt wurde. Sie müssen seinen Stempel tragen zur Bestätigung, dass die Sendungen wichtige Geschäfte betreffen oder dringende private Angelegenheiten behandeln. Dieser Beamte ist auch für die Identität des Absenders verantwortlich.“
Von allen vier Besatzungsmächten kam die Britische Postzensur mit der geringsten Anzahl an Stempeltypen aus: Nur zwei verschiedene Typen kamen zum Einsatz.

#### US-amerikanische Zensur
Diese Besatzungszone umfasste im Wesentlichen das Tal der Mosel, nämlich den Regierungsbezirk Trier sowie die Landkreise Koblenz, Mayen und Cochem. Hinzu kamen noch das Tal der Ahr mit Ahrweiler und Adenau sowie im Brückenkopf auf dem rechten Rheinufer gegenüber Koblenz Teile der Landkreise Neuwied, Altenkirchen und Montabaur. Das Hauptquartier der amerikanischen Besatzungsarmee, das zunächst in Luxemburg verblieben war, rückte am 12. Dezember nach Trier vor. Von dort wurde es am 1. Juni 1919 nach Koblenz verlegt, wo es dann bis zum Ende der amerikanischen Besatzungszeit im Rheinland verblieb. Nach der Unterzeichnung des Versailler Vertrages durch Deutschland am 28. Juni 1919 wurden die amerikanischen Besatzungstruppen im Rheinland erheblich reduziert.

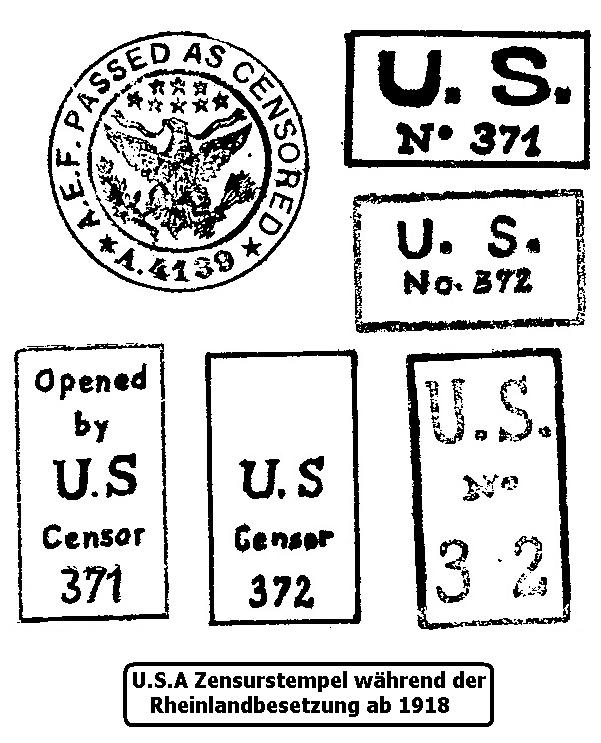
US-amerikanische Zensurstempel

Am 2. Juli 1919 hörte die Dritte Armee offiziell auf zu bestehen. An ihre Stelle traten ab dem 3. Juli die „Amerikanischen Streitkräfte in Deutschland“ (A.F.G.). Aufgrund der Verringerung der Truppenstärke entschied man sich nun für eine kleinere Besatzungszone und räumte im September 1919 den Regierungsbezirk Trier. Anstelle der Amerikaner rückte dort die französische 38. Division nach, das Gebiet wurde der französischen Besatzungszone zugeschlagen.
Am 10. Januar 1920 traten der Versailler Vertrag und das Rheinlandabkommen in Kraft. Inzwischen war jedoch in den Vereinigten Staaten ein politischer Klimawechsel erfolgt. Außenpolitisch verstärkten sich isolationistische Tendenzen, nicht zuletzt hervorgerufen durch den Versailler Vertrag mit seinen Auswirkungen. Dementsprechend verweigerte der Senat am 19. März die Ratifizierung des Versailler Vertrags, was am 25. August 1920 zum Abschluss eines Separatfriedens mit Deutschland führte. Immer lauter wurden im Senat die Stimmen, die ein Ende des Engagements in Europa und einen völligen Rückzug der Truppen aus Deutschland forderten.
Aus Protest gegen das französisch-belgische Vorgehen an der Ruhr im Januar 1923 wurden die amerikanischen Truppen aus dem Rheinland abgezogen. Am 24. Januar wurde zum letzten Mal die amerikanische Flagge auf der Festung Ehrenbreitstein eingeholt. Bis zum Ende des Monats hatten auch die letzten Soldaten Deutschland verlassen. Die amerikanische Besatzungszone wurde von französischen Einheiten übernommen.
Im Gegensatz zur französischen und belgischen Postzensur in der Zeit der Rheinlandbesetzung sind von den amerikanischen Zensurstellen nur wenige verschiedene Stempeltypen benutzt worden.

#### Französische Zensur

Französische Zensurstempel

Frankreich stellte mit seiner 8. und 10. Armee den Hauptteil der alliierten Besatzungstruppen im Rheinland. Den Franzosen war als ihre Besatzungszone das gesamte linksrheinische Gebiet südlich des Moseltales mit dem rechtsrheinischen Brückenkopf um Mainz zugewiesen worden. Darüber hinaus hatte Marschall Foch als Oberkommandierender der alliierten Armee angeordnet, dass französische Einheiten auch in den Besatzungszonen der Amerikaner, Belgier und Briten stationiert wurden, um die französische Dominanz deutlich zu machen.
Die schon vor dem Krieg beiderseitig geschürte Propaganda von der „Erbfeindschaft“, mehr aber noch die Schrecken des Krieges selbst, hatten dazu geführt, dass das Verhältnis zwischen den französischen Besatzern und der einheimischen Bevölkerung von Anfang an angespannt war. Auf beiden Seiten herrschten Misstrauen und Vorurteile. Daher gab es nicht wenige Stimmen in Frankreich, die forderten, die Deutschen die Besetzung in aller Härte fühlen zu lassen, wo ihnen doch diese Zerstörungen erspart geblieben waren. Ursprünglich hatte Frankreich sogar die Annexion linksrheinischer Gebiete geplant, stieß bei diesem Vorhaben jedoch auf den entschiedenen Widerstand seiner amerikanischen und britischen Alliierten. Frankreich hielt diese Forderungen nicht nur für völlig gerechtfertigt, sondern auch für durchaus erfüllbar. Daher war man auch nicht bereit, den Deutschen irgendwie entgegenzukommen. Peinlich genau achtete man auf die Einhaltung sämtlicher Vertragsbestimmungen und reagierte sofort mit Sanktionen, sah man den Vertrag als verletzt an. Diese Sanktionspolitik, die zumeist in der Ausdehnung des Besatzungsgebiets bestand, erreichte ihren Höhepunkt schließlich mit der Besetzung des Ruhrgebiets im Januar 1923.

### Zweiter Weltkrieg

#### Schweizer Zensur
Während der Zeit des Zweiten Weltkriegs fungierte die Abteilung Presse und Funkspruch (APF) als Schweizer Zensurbehörde. Zwar existierte in der Schweiz keine allgemeine Kontrolle der Briefpost, doch wurden die Post-, Telefon- und Telegrafenbetriebe (PTT) von der Politischen Polizei angewiesen, die Post von überwachten Personen abzuliefern, um so die Verbreitung von staatsgefährlichem Material zu unterbinden. Die Postsendungen wurden in diesen Fällen geöffnet, untersucht und anschliessend verschlossen und an den Empfänger weitergeleitet. Die Politische Polizei überwachte so die Korrespondenz der Menschen, die als Gefahr für die nationale Unabhängigkeit oder die Neutralität eingestuft wurden.

### Nach dem Zweiten Weltkrieg ab 1945
Nach dem Zweiten Weltkrieg und einer anfänglich vollständigen Postsperre erließen die Besatzungsmächte das Gesetz Nr. 76 (Zensurbestimmungen für die Zivilbevölkerung unter der Herrschaft der Militärregierung), wonach eine Zensur zulässig war. Nachdem das Gesetz in der amerikanischen und französischen Besatzungszone wieder aufgehoben war, wurde die Postkontrolle unter Berufung auf die Gewährleistung der Sicherheit der Besatzungstruppen (Besatzungsstatut) fortgesetzt. In der britischen Zone erlaubten die noch in Kraft gebliebenen §§ 8 und 10 des Gesetzes eine Einsichtnahme in den Postverkehr.
Eine Überwachung des Postverkehrs zur Verhinderung des Devisenschmuggels in Postsendungen fand ferner durch die Zollbehörden auf Grund des Militärregierungsgesetz Nr. 53 Artikel IV statt. Die Beamten der Zollbehörde konnten danach Postdiensträume betreten und Sendungen nach verbotswidrigen ein- oder ausgeführten Vermögenswerten in das Bundesgebiet oder aus dem Bundesgebiet im Verkehr mit der sowjetisch besetzten Zone und dem Ostsektor von Berlin wurde nach den Bestimmungen der Verordnungen über die Überwachung des Verkehrs mit Vermögenswerten zwischen dem Gebiet der Bundesrepublik Deutschland und der sowjetisch besetzten Zone Deutschlands sowie dem Ostsektor von Berlin (Interzonenüberwachungs-Verordnung vom 9. Juli 1951; BGBl. I S. 439) durch die Zollbehörden überwacht. Diese öffneten die Sendungen in den Postdiensträumen und stellten fest, ob die erforderlichen Begleitpapiere vorhanden waren, und ob die vorgeführten Sachen (Waren, Zahlungsmittel, Wertpapiere) nach Art und Menge mit den Angaben auf den Begleitpapieren übereinstimmte.

## Postüberwachung in der DDR
Das Verletzen des Briefgeheimnisses war in der DDR in § 135 StGB (DDR) unter Strafe gestellt. Dennoch erfolgte eine systematische Kontrolle aller Postsendungen aus dem oder in den Westen durch die Stasi. Die für die Postüberwachung zuständige Abteilung M des Ministeriums für Staatssicherheit (MfS) kontrollierte jeden Tag etwa 90.000 Briefe.

## Postüberwachung in der Bundesrepublik
Art. 10 Abs. 2 GG erlaubt die Briefzensur nur mit gesetzlicher Grundlage. Ein solches Gesetz wurde erst 1968 verabschiedet. Daher erfolgte die Briefzensur bis dahin nach dem Besatzungsstatut.
Die Postsendungen wurden alliierten Stellen zur Zensur übergeben bzw. von Deutschen im Auftrag der Besatzungsmächte zensiert. Auf diese Weise wurden von 1950 bis 1968 ca. 300 Millionen Briefe konfisziert und größtenteils vernichtet, wie Nachforschungen des Historikers Josef Foschepoth ergaben. Hauptsächlich waren Postsendungen aus kommunistischen Staaten betroffen, davon die allermeisten aus der DDR.
Bis Ende 1950 zensierten die Besatzungsmächte ohne deutsche Beteiligung. Im November 1950 schrieb der britische Hohe Kommissar Ivone Kirkpatrick Bundeskanzler Adenauer, die britische Zensur fände mehr und mehr Propagandamaterial in der Post aus dem Ausland. Innerhalb von 14 Tagen habe man 500.000 solcher Sendungen abgefangen. Deswegen müssten „Postsendungen aus der Ostzone einer verstärkten Zensur unterworfen“ werden. Er fragte Adenauer, ob dieser damit einverstanden sei, die Postzensur zu verstärken, da es der Bundesregierung laut Grundgesetz „leider verwehrt [ist], eine Zensur auszuüben. Unter diesen Umständen könne daher eine wirksame Abwehr der sowjetischen Propaganda nur durch die Besatzungsmacht sichergestellt werden“. Darauf ließ Adenauer antworten: „Der Herr Bundeskanzler ist mit der hier vorgeschlagenen Verstärkung der Briefzensur einverstanden.“ Ab diesem Zeitpunkt mussten sich deutsche Postbeamte an der Briefzensur beteiligen. Sie standen vor der Wahl, entweder ihre Treuepflicht als Beamte oder das Postgeheimnis zu verletzen.
Als 1955 der Deutschlandvertrag in Kraft trat, erklärten die Alliierten in einem geheimen Schreiben an Adenauer, man werde die „bisher ausgeübte“ Post- und Fernmeldezensur fortsetzen, da sie „unter die Vorbehaltsrechte der Drei Mächte nach Art. 5 des Deutschlandvertrages fällt“. Die Überwachung des Postverkehrs wird in demokratischen Rechtsstaaten durch das Postgeheimnis verboten. Dennoch bestehen auch dort unter engen Voraussetzungen Möglichkeiten der Postüberwachung.
In Deutschland, wo Art. 10 GG das Postgeheimnis schützt, regelt das Gesetz zur Beschränkung des Brief-, Post- und Fernmeldegeheimnisses Ausnahmen für die Nachrichtendienste des Bundes, also Bundesnachrichtendienst, Bundesamt für Verfassungsschutz und Militärischer Abschirmdienst. Über die Anwendung dieser Maßnahmen wacht die G 10-Kommission.
Ebenfalls möglich ist gemäß § 99 StPO in bestimmten Fällen die Beschlagnahme von Postsendungen und Telegrammen, die sich im Gewahrsam von Personen oder Unternehmen befinden, die geschäftsmäßig Post- oder Telekommunikationsdienste erbringen oder daran mitwirken.
Auch bei Strafgefangenen ist eine Postüberwachung im Rahmen der Regeln des § 29 StVollzG möglich.